# Brodieòidies
Brodiaeoideae és una subfamília de plantes amb flors monocotiledònies dins la família Asparagaceae en l'ordre Asparagales. Havia estat tractada com una família separada, Themidaceae. Són plantes indígenes d'Amèrica Central i oest d'Amèrica del Nord. El nom de la subfamília està basat en el gènere tipus Brodiaea.

## Gèneres
- Androstephium Torr.
- Bessera Schult.f. (incloent Behria)
- Bloomeria Kellogg
- Brodiaea Sm.
- Dandya H.E.Moore
- Dichelostemma Kunth (incloent Brevoortia, Dipterostemon, Stropholirion)
- Milla Cav. (incloent Diphalangium)
- Muilla S.Watson ex Benth.
- Petronymphe H.E.Moore
- Triteleia Douglas ex Lindl. (incloent Hesperoscordium, Themis)
- Triteleiopsis Hoover